# Leonhard Tietz
Pour les articles homonymes, voir Tietz.
Leonhard Tietz (né le 3 mars 1849 à Birnbaum, province de Posnanie et mort le 15 novembre 1914 à Cologne) est un marchand prussien et entrepreneur de grands magasins.

## Biographie
Tietz ouvre un magasin de textile de 25 m² à Stralsund le 14 août 1879. En 1882, un magasin similaire suit à Elberfeld, où se trouvent également un grand nombre de ses fournisseurs. En 1884, il ouvre un magasin à Schweinfurt et en 1888 à Amberg. Le magasin d'Elberfeld s'avéra bientôt trop petit pour les grandes villes voisines d'Elberfeld et de Barmen (qui sont réunies en 1929/1930 pour former la ville de Wuppertal). C'est donc logiquement qu'il y réalise son souhait de longue date de construire un grand magasin multi-services sur le modèle français. En 1885, le nouvel établissement ouvre ses portes dans la Herzogstraße (de) et Tietz y installe également le siège de l'entreprise. La croissance fulgurante de son entreprise repose sur la pratique qu'il a introduite dans le commerce de détail allemand, à savoir la vente de produits de haute qualité à des prix fixes et payés en espèces. Jusqu'alors, il est courant de négocier le prix des marchandises avant l'achat, ce qui prend beaucoup de temps. En outre, il accorde à ses clients un droit d'échange.
Le 7 avril 1891, Leonhard Tietz ouvre un magasin de 180 mètres carrés dans la Hohe Straße (de) à Cologne. Un an plus tard, il ouvre un grand magasin, initialement sur la Großkölnstraße à Aix-la-Chapelle, et en 1899, le grand magasin Tietz (de) est construit sur la Schadowstraße à Düsseldorf. En 1893, il transfère le siège social de son entreprise d'Elberfeld à Cologne. Dès 1896, Tietz déplace le magasin d'Aix-la-Chapelle sur le marché d'Aix-la-Chapelle (de) et y construit un nouveau bâtiment représentatif du grand magasin Tietz (de) à partir de 1905 sur les plans de l'architecte Albert Schneiders (de), qui est démoli dans les années 1960.

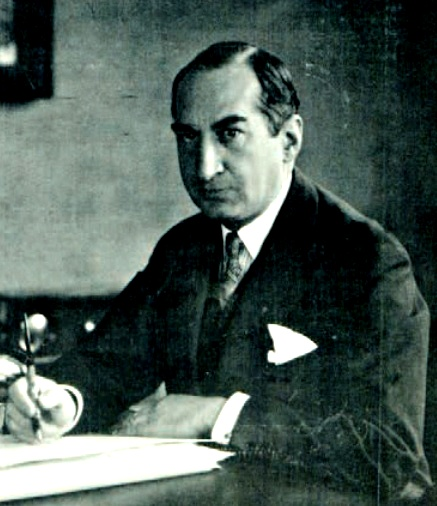
Alfred Leonhard Tietz avant 1933

En 1905, la société est transformée en société anonyme. De 1907 à 1909, le grand magasin Tietz sur Alleestraße à Düsseldorf, aujourd'hui la succursale Kaufhof sur Königsallee, est construit selon les plans de Joseph Maria Olbrich et de 1912 à 1914 le nouveau magasin parent de Cologne est construit par l'architecte Wilhelm Kreis au coin de Hohe Straße/Gürzenichstraße. Après la mort de Leonhard Tietz en 1914, son fils Alfred Leonhard Tietz (de) reprend l'entreprise. L'entreprise continue de croître grâce à des acquisitions et, au début des années 1930, emploie environ 15 000 employés sur 43 sites.
Alfred Leonhard Tietz dirige encore l'entreprise avec Gerhard Tietz lorsque les nationaux-socialistes sont arrivés au pouvoir en 1933 et poussent à l' « aryanisation » des grands magasins juifs. L'entreprise est d'abord renommée Westdeutsche Kaufhof AG (anciennement Leonhard Tietz AG), puis, à partir de 1936, sans l'ajout. La famille Tietz doit céder ses parts à des banques à un prix inférieur à leur valeur. Elle émigre et est indemnisée après la guerre à hauteur de 5 millions de DM. Les grands magasins de Leonhard Tietz donnent naissance à l'actuelle Galeria Kaufhof GmbH.
Les entreprises fondées par les propriétaires de Hertie (de), Hermann Tietz (de) (1837–1907), l'oncle de Leonhard, et Oscar Tietz (de) (1858–1923), le frère de Leonhard, connaissent un sort similaire.

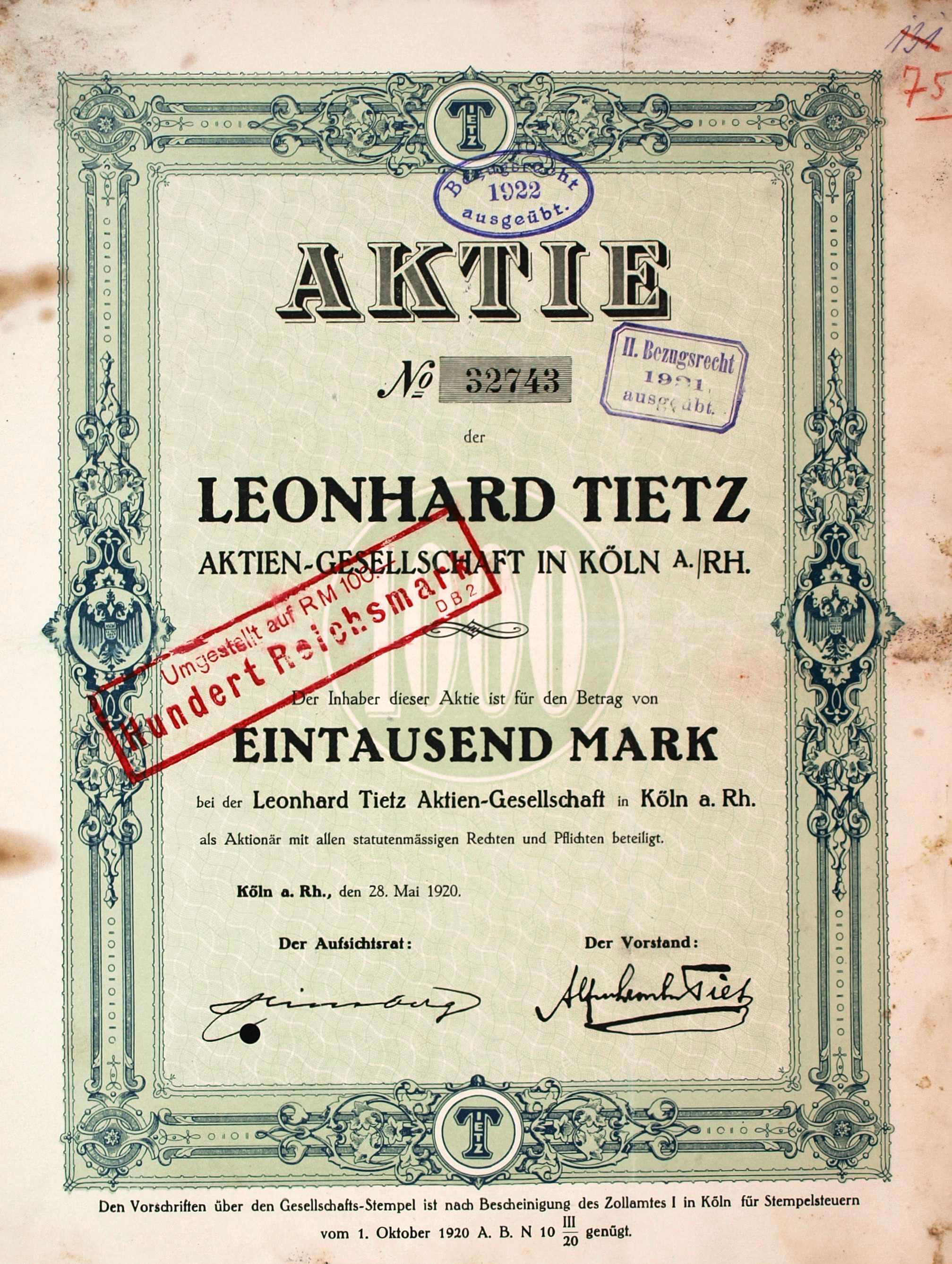
Action de 1000 marks de Leonhard Tietz AG du 28 mai 1920
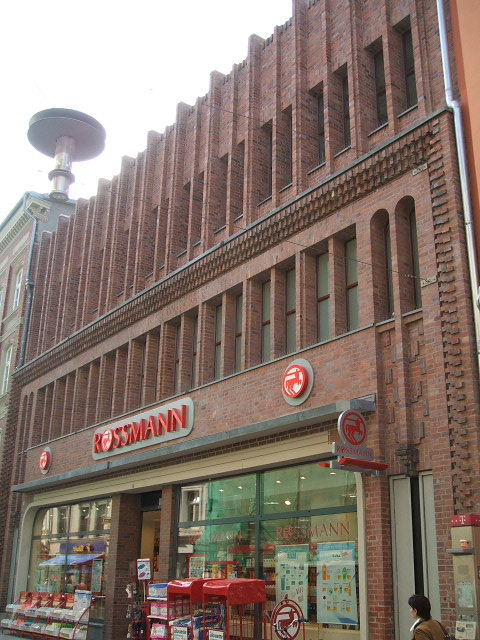
Ancien grand magasin Tietz dans la Ossenreyerstr. 19 (de) à Stralsund
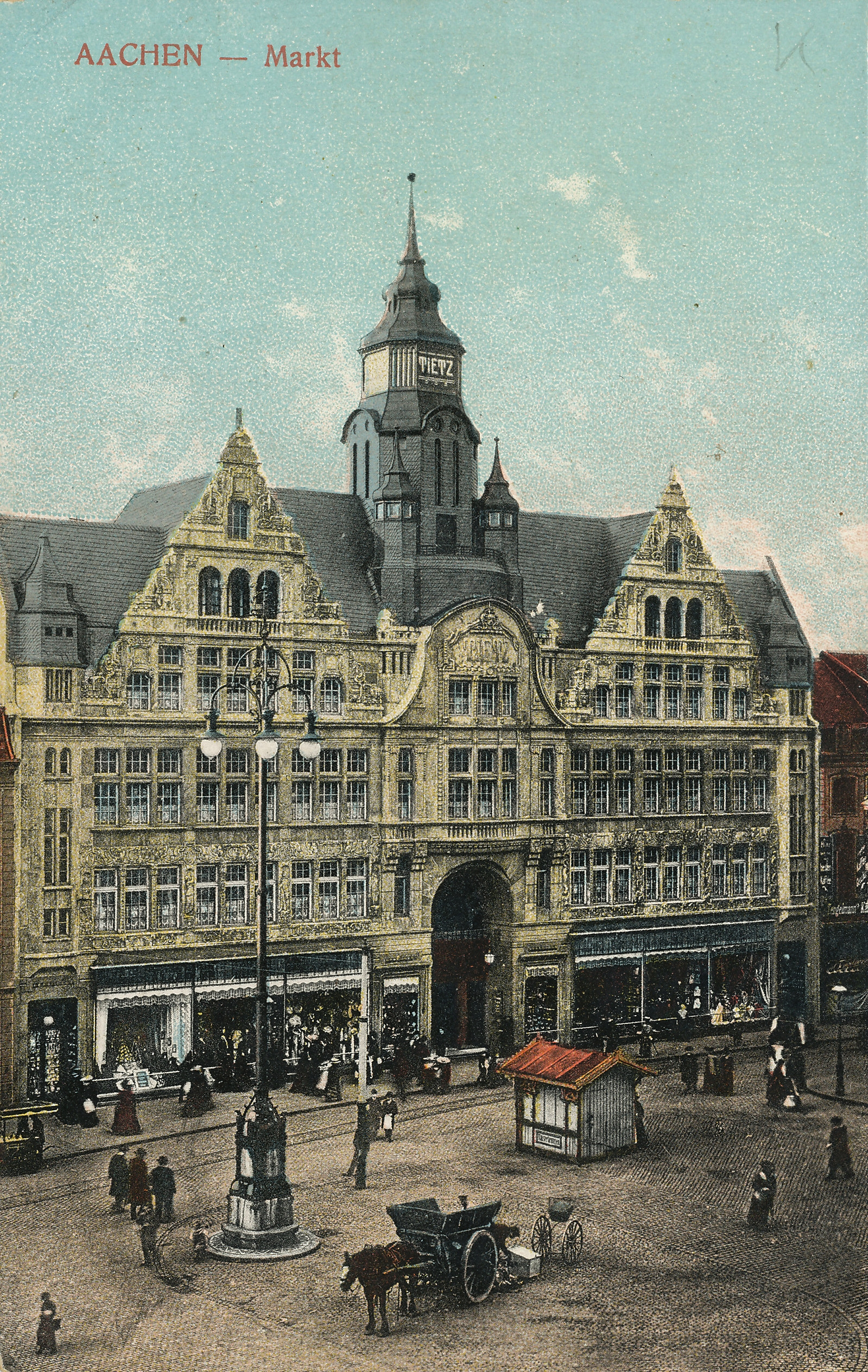
Grand magasin Tietz sur le marché d'Aix-la-Chapelle